# Lonchoptera scutellata
Lonchoptera scutellata is een vliegensoort uit de familie van de Lonchopteridae. De wetenschappelijke naam van de soort is voor het eerst geldig gepubliceerd in 1890 door Stein.